# Гончар, Владимир Александрович
Владимир Александрович Гончар (род. 17 марта 1944, с. Бугаков, Немировский район, Винницкая область, Украинская ССР, СССР) — государственный и общественный деятель Приднестровской Молдавской Республики. Исполняющий обязанности Председателя Верховного Совета Приднестровской Молдавской Советской Социалистической Республики I созыва с 29 ноября 1990 по 30 января 1991. Депутат Верховного совета Приднестровской Молдавской Республики I созыва с 1990 по 1995.

## Биография
Родился 17 марта 1944 в селе Бугаков Немировского района Винницкой области Украинской ССР. По национальности — украинец. Сирота: мать воспитывала В. А. Гончара одна, так как отец погиб на фронте.

### Образование
В 1968 окончил Уманский сельскохозяйственный институт имени А. М. Горького

### Трудовая деятельность
В 1962 начал трудовую деятельность дояром в родном селе. В 1968, после окончания сельскохозяйственного института, работал главным агрономом на левобережье Днестра в Молдавии, в совхозе «Ульма» Рыбницкого района.
С 1974 по 1990 работал председателем колхозов в соседних сёлах Большой Молокиш (колхоз «Красный Октябрь») и Попенки (колхоз «Путь к коммунизму»).

### Деятельность в 1990—1991 годах
В феврале 1990 Гончар был избран народным депутатом Молдавской ССР и председателем Рыбницкого районного Совета народных депутатов, а также председателем исполкома Рыбницкого районного Совета народных депутатов. В июне и сентябре 1990 был делегатом I и II (чрезвычайного) съездов народных депутатов Приднестровского региона всех уровней. II-ой (чрезвычайный) съезд народных депутатов Приднестровского региона всех уровней провозгласил образование новой союзной республики Приднестровской Молдавской Советской Социалистической Республики в составе СССР (основываясь на результатах референдумов и сходов граждан в 1989—1990 годах, действуя на основании статьи 2 Конституции СССР). Руководство СССР создание новой союзной республики не признало.
Гончар 2 сентябре 1990 был избран в Президиум Временного Верховного Совета Приднестровской Молдавской Советской Социалистической Республики и стал исполняющим обязанности заместителя Председателя Совета Республики Временного Временного Верховного Совета Приднестровской Молдавской Советской Социалистической Республики (он же был назначен исполняющим обязанности председателя Палаты украинцев Президиума Временного ВС ПМССР, а также специальным представителем Президиума Временного ВС ПМР в городе Рыбница).
Временный Верховный Совет ПМССР организовал ноябрьские выборы депутатов Верховного Совета ПМССР. 29 ноября 1990 состоялась первая сессия первого созыва Верховного Совета ПМССР, на ней Гончар был избран Председателем Совета Республики Верховного Совета ПМССР, исполняющим обязанности Председателя Верховного Совета Приднестровской Молдавской Советской Социалистической Республики.
30 января 1991 Председателем Верховного Совета ПМССР избирается Григорий Степанович Маракуца (с ноября 1990 исполнявший обязанности председателя Президиума ВС ПМССР). Соответственно, Гончар становится первым заместителем Председателя Верховного Совета ПМССР. С 26 марта 1991 на этой должности его сменил Вячеслав Алексеевич Загрядский, и Гончар сосредоточился на своей основной работе председателя Рыбницкого районного Совета народных депутатов.

### Деятельность после 1991 года
До октября 1991 был Председателем Совета Республики Верховного Совета ПМССР, членом Президиума ВС ПМССР.
16 июля 1993 был назначен представителем Президента Приднестровской Молдавской Республики по городу Рыбница и Рыбницкому району и в этой должности работал до 21 ноября 1994, оставаясь председателем Рыбницкого районного Совета народных депутатов ПМР.
21 ноября 1994 назначается Президентом Приднестровской Молдавской Республики главой государственной администрации Рыбницкого района и города Рыбница. Стал одним из организаторов местного референдума 26 марта 1995, по результатам голосования рыбничан на котором был образован Рыбницкий городской и районный Совет народных депутатов. Становится главой государственной администрации города Рыбница и Рыбницкого района.
Гончар всегда прилагал все возможные усилия (на сколько это было возможно) на то, чтобы жители городов могло получить сельскохозяйственную продукцию высокого качества, а жители сёл и посёлков, в свою очередь, жили в благоустроенных домах, а также имели возможность отдыха, уделял большое внимание улучшению условий труда и быта сельчан.
В селе Большой Молокиш при активном содействии Гончара был создан первый в Рыбницком районе музей истории села, а также был воздвигнут памятник советским воинам, погибшим в Великой Отечественной войне. В селе Попенки так же при его активном содействии была отреставрирована церковь и открыт музей села.
С 10 августа 2001 по состоянию здоровья освобождён от должности главы государственной администрации города Рыбница и Рыбницкого района, по собственному желанию. Занимался педагогической деятельностью. С 2004 на пенсии. Политической деятельностью не занимается.

## Награды
награды СССР
- медали
- Орден Трудового Красного Знамени
- Орден «Знак Почёта»

награды Приднестровской Молдавской Республики
- медали[1]
- Почётный гражданин города Рыбница и Рыбницого района[2]
- Грамота Президента Приднестровской Молдавской Республики (15 марта 1994) — за большой вклад в становление и развитие Приднестровья, добросовестное выполнение своих обязанностей[12]
- Нагрудный знак «За оборону Приднестровья» (31 августа 1995) — за активное участие в защите свободы и независимости, участие в становлении, развитии и в связи с 5-й годовщиной образования Приднестровской Молдавской Республики[13]
- Орден Республики (31 августа 1996) — за большой личный вклад в создание и защиту Республики, умелое руководство в сложных экономических условиях и в связи с 6-й годовщиной образования Приднестровской Молдавской Республики[3][14]
- Медаль «10 лет Приднестровской Молдавской Республике» (17 августа 2000) — за активное участие в становлении, защите и строительстве Приднестровской Молдавской Республики и в связи с 10-й годовщиной со дня образования[15]
- Медаль «За трудовую доблесть» (14 декабря 2001) — за активное участие в создании Союза украинцев Приднестровья, возрождение украинской культуры в Приднестровской Молдавской Республике и в связи с 10-летием со дня образования Союза украинцев Приднестровья[16]
- Медаль «Участнику миротворческой операции в Приднестровье» (29 июля 2002) — за активную поддержку и оказание помощи Миротворческим силам в проведении мероприятий по установлению и поддержанию мира и в связи с 10-летием со дня начала Миротворческой операции в Приднестровье[17]
- Орден Почёта (4 марта 2004) — за личный вклад в становление и развитие Приднестровской Молдавской Республики, активную деятельность в исполнительных органах государственной власти и в связи 60-летием со дня рождения[2][18]

награды России
- имеет медали России